# Elena Buruchina
Elena Nikolaevna Buruchina (in russo Елена Николаевна Бурухина?; Dolgoprudnyj, 9 marzo 1977) è un'ex fondista russa.

## Biografia
In Coppa del Mondo esordì il 5 gennaio 1997 a Kavgolovo (46ª) e ottenne il primo podio il 14 marzo 2001 a Borlänge (2ª).
In carriera prese parte a due edizioni dei Giochi olimpici invernali, Salt Lake City 2002 (13ª nella 15 km, 16ª nella sprint) e Torino 2006 (37ª nell'inseguimento), e a due dei Campionati mondiali, vincendo due medaglie.

## Palmarès

### Mondiali
- 2 medaglie
  - 1 argento (30 km a Val di Fiemme 2003)
  - 1 bronzo (staffetta a Val di Fiemme 2003)

### Coppa del Mondo
- Miglior piazzamento in classifica generale: 21ª nel 2001
- 4 podi (2 individuali, 2 a squadre[1]):
  - 3 secondi posti (1 individuale, 2 a squadre)
  - 1 terzo posto (individuale)